# 湖南省老龄工作委员会
湖南省民政厅是中华人民共和国湖南省人民政府主管全省老龄工作的议事协调机构。

## 组成人员
- 主任：
  - 于来山 省委常委、常务副省长
- 常务副主任：
  - 余长明 省民政厅厅长
- 副主任：
  - 刘明欣 省政府副秘书长
  - 黄赤青 省委办公厅副主任
  - 罗海艳 省委组织部副部长
  - 乐　奕 省委老干局副局长
  - 胡伟林 省财政厅副厅长
  - 彭崇谷 省委组织部副部长、省人事厅厅长
  - 陈益枝 省劳动和社会保障厅副厅长
- 专职副主任：
  - 陈毅华 省民政厅党组成员、省老龄办主任
- 委员：
  - 周　湘 省委宣传部副厅级纪检员
  - 李　翔 省直机关工委副书记
  - 彭修其 省委农村工作部纪检组组长
  - 黄泽良 省人大内务司法委员会委员
  - 童名让 省发改委纪检组组长
  - 陈湘生 省教育厅副厅长
  - 王晓敏 省民委副主任
  - 杜亚玲 省公安厅副厅长、政治部主任
  - 王亲生 省司法厅副厅长
  - 胡进安 省国土资源厅副厅长
  - 张建新 省建设厅副厅长
  - 孟庆春 省文化厅副厅长
  - 林安弟 省卫生厅副厅长
  - 杨德光 省地税局副局长
  - 杨金鸢 省广播电视局副局长
  - 曹任远 省体育局纪检组长
  - 岳宗荣 省统计局纪检组长
  - 刘绵松 省旅游局副局长
  - 张树清 省新闻出版局副巡视员
  - 殷池应 省扶贫办副主任
  - 胡　建 省军区政治部副主任
  - 黄新民 省总工会纪检组长
  - 陈雪楚 团省委副书记
  - 尹大春 省妇联巡视员[2]

## 成员单位
1. 中共湖南省委办公厅
2. 湖南省人民政府办公厅
3. 中共湖南省委老干部局
4. 中共湖南省委组织部
5. 湖南省民政厅
6. 湖南省人事厅
7. 湖南省劳动和社会保障厅(注：现在人事厅和劳动厅已经合并成为湖南省人力资源和社会保障厅)
8. 中共湖南省委宣传部
9. 中共湖南省直机关工委
10. 湖南省总工会
11. 共青团湖南省委
12. 湖南省妇联
13. 湖南省人大内务司法委员会
14. 湖南省发展和改革委员会
15. 湖南省教育厅
16. 湖南省民族事务委员会
17. 湖南省公安厅
18. 湖南省司法厅
19. 湖南省财政厅
20. 湖南省住房和城乡建设厅
21. 湖南省文化厅
22. 湖南省卫生厅
23. 湖南省地方税务局
24. 湖南省广播电影电视局
25. 湖南省体育局
26. 湖南省统计局
27. 湖南省新闻出版局
28. 湖南省旅游局
29. 湖南省军区政治部
30. 湖南省农办
31. 湖南省扶贫办
32. 湖南省国土资源厅